# 亨利·麥克馬洪
陸軍中校亞瑟·亨利·麥克馬洪爵士，GCMG，GCVO，KCIE，CSI，FSA，FZS，FGS，FRGS（1862年11月28日—1949年12月29日），英國軍官、外交官及殖民地官員，曾長年於英屬印度任職，1915年至1917年任英國駐埃及高級專員，以劃分英屬印度和西藏邊界的麥克馬洪線、以及支持鄂圖曼帝國境內阿拉伯人起義獨立的《麥克馬洪-侯賽因通訊》留名後世。